# مقياس تصنيف اضطراب نقص الانتباه فرط النشاط
مقياس تصنيف اضطراب نقص الانتباه فرط النشاط ADHD-Rating Scale هي عبارة عن جرد تقرير أولياء الأمور أو تقرير المعلم الذي أنشأه جورج ج. دوبول وتوماس جيه، والهدف منه تقييم سلوك الطفل خلال الـ 6 أشهر الماضية. يستخدم مقياس تصنيف اضطراب نقص الانتباه فرط النشاط للمساعدة في تشخيص اضطراب فرط الحركة ونقص الانتباه أو (ADHD) عند الأطفال الذين تتراوح أعمارهم بين 5-17.

## نظرة عامة
مقياس تصنيف اضطراب نقص الانتباه فرط النشاط، هو تقرير ذاتي يتكون من 18 سؤالًا ويستغرق استكماله حوالي خمس دقائق. يقيس كل سؤال مدى تكرار السلوك، حيث يُطلب من المستفتى الإشارة إلى ما إذا كان السلوك يحدث «دائمًا أو كثيرًا» أو «كثيرًا» أو «إلى حد ما» أو «نادرًا أو أبدًا». الغرض من الاستبيان هو ملء أولياء الأمور والمدرسين الاستبيان للطفل أو المراهق. تطرح العناصر التسعة الأولى أسئلة حول السلوك المتعلق بعدم الانتباه (على سبيل المثال، «تواجه صعوبة في تنظيم المهام والأنشطة»). المجموعة الثانية المكونة من تسعة عناصر تطرح أسئلة حول السلوك المرتبط بأعراض فرط النشاط والاندفاع (على سبيل المثال، «محادثات مفرطة»). يسأل السؤال الأخير ما إذا كانت السلوكيات موجودة قبل سن السابعة. بعض الأمثلة على سلوكيات اضطراب فرط الحركة ونقص الانتباه التي تقاس بالمقياس تشمل صعوبة التركيز على المهام، أو التنظيم، أو عدم القدرة على الاهتمام، والتشويش، والتململ، ونفاد الصبر دائمًا، لا يمكن أن تنتظر دورها، وغالباً ما تقاطع الآخرين. لقد أثر مقياس تصنيف اضطراب فرط الحركة ونقص الانتباه على عالم علم النفس السريري من خلال توفير مقياس دقيق وصحيح قادر على تحديد وجود اضطراب فرط الحركة ونقص الانتباه عند الأطفال. كما أنه مفيد في تحديد النوع الفرعي (غالبًا غير مدرك، غالبًا مفرط النشاط، ومندمج) للاضطراب.

## التنمية والتاريخ
اضطراب نقص الانتباه / فرط النشاط (ADHD) هو واحد من أكثر الاضطرابات العصبية انتشارًا في الأطفال. الأطفال المصابون باضطراب فرط الحركة ونقص الانتباه معرضون لخطر متزايد بسبب ضعف الأداء الدراسي، ومشاكل في السلوك الشخصي، والحفاظ على العلاقات الاجتماعية. تم إنشاء مقياس تصنيف اضطراب نقص الانتباه فرط النشاط لتلبية الحاجة إلى تقييم فعال للأطفال والمراهقين الذين يشتبه في إصابتهم باضطراب فرط الحركة ونقص الانتباه، وخاصة بالنظر إلى انتشار الاضطراب. يخدم التقييم أيضًا غرضًا إضافيًا هو مطابقة ملاحظات أولياء الأمور والمدرسين عن أعراض اضطراب فرط الحركة ونقص الانتباه مع معايير الدليل التشخيصي والإحصائي للاضطرابات النفسية الإصدار الرابع أو DSM-IV من اضطراب فرط الحركة ونقص الانتباه. يحدد تصنيف DSM-IV ثلاثة أنواع فرعية من ADHD: نوع ADHD المشترك، ADHD غالبًا غير نشط، و ADHD غالبًا مفرط النشاط. يفصل مقياس تصنيف اضطراب نقص الانتباه فرط النشاط عشرة مجالات «عدم الانتباه» و «فرط النشاط - الاندفاع» مما يؤدي في النهاية إلى ثلاث درجات لـ «عدم الانتباه»، وفرط النشاط المفرط، و «الإجمالي». ينظم DSM-IV أيضًا معايير تشخيصية إلى فئتين من عدم الانتباه وفرط النشاط - الاندفاع، كل منها يتضمن تسعة أعراض. تمت كتابة الأسئلة الثمانية عشر من مقياس تصنيف اضطراب نقص الانتباه فرط النشاط لتعكس كل أعراض كلا الفئتين.

## إصدارات الاستبيان
تطرح الإصدارات الأربعة أسئلة مناسبة للعمر حول فرط النشاط وعدم الانتباه في إعدادات محددة.
المنزل
هناك نسختان رئيسيتان - الطفل (الفئة العمرية 5-10 سنوات) والمراهق (الفئة العمرية 11-17 سنة). وتهدف هذه إلى أن تكتمل في المنزل من قبل أحد الوالدين أو الوصي. الأسئلة محددة للمواقف والأنشطة في إعداد المنزل.
المدرسة
هناك نسختان مدرستان - الطفل (الفئة العمرية 5-10 سنوات) والمراهق (الفئة العمرية 11-17 سنة). وتهدف هذه إلى أن تكتمل في المدرسة من قبل المعلم. الأسئلة محددة للمواقف والأنشطة في بيئة المدرسة، مثل البقاء في مقعد واحد أو إكمال العمل المدرسي.

## الموثوقية والصلاحية
| المعيار                                   | التقييم (كافٍ، جيد، ممتاز، جيد جدًا) | شرح مع المراجع                                    |
| ----------------------------------------- | ---------------------------------- | ------------------------------------------------- |
| المعايير كافية                            | كافٍ                                |                                                   |
| الاتساق الداخلي                           | ممتاز                              | كانت الفا > 90 لاصدارات المنزل والمدرس            |
| الموثوقيه بين المقيمون                    | اقل من كافي                        | الموثوقية بين اولياء الامور والمعلمين كانت =. 41. |
| موثوقية اختبار إعادة الاختبار (الاستقرار) | كافٍ                                | مجموع الدرجات 85. خلال فترة 4 اسابيع              |
| التكرار                                   | غير منشور                          | لاتوجد دراسات منشورة تتحقق رسمياً من التكرار       |

| المعيار                                                                             | التقييم (كافٍ، جيد، ممتاز، جيد جدً) | شرح مع المراجع |
| ----------------------------------------------------------------------------------- | --------------------------------- | --- |
| صلاحية المحتوى                                                                      | كافٍ                               | يغطي الأعراض التشخيصية DSM لكلا النوعين فرعي النشاط والاندفاع ونوع مجتمعة. |
| بناء الصلاحية (على سبيل المثال، الصلاحية التنبؤية والمتزامنة والمتقاربة والتمييزية) | ممتاز                             | في الإعداد السريري، كانت الصلاحية التنبؤية للقسمة الفرعية المدمجة للآباء والأمهات والمعلمين دقة 60 ٪ و 65 ٪، على التوالي. يشير هذا إلى أن التقييم له دلالة إحصائية في تحديد التشخيص.                       |
| صلاحية تمييزية                                                                      | كافٍ                               | تمييز معتد به إحصائياً في التصنيف المتوسط بين ثلاث مجموعات من المشاركينالتي تم تحديدها على أنها ADHD مجتمعة وADHD غير مبرره وليست ADHD.                                                                     |
| تعميم الصلاحية                                                                      | جيد                               | يستخدم كتقرير آخر من كل من المعلمين وأولياء الأمور؛ المستخدمة في البيئات المدرسية وكذلك الإعداد السريري؛ استند التقييم إلى عينة عشوائية من السكان تضمنت العديد من الخلفيات العرقية والديموغرافية المختلفة. |
| حساسية العلاج                                                                       | كافٍ                               | يمكن استخدامه للوصول إلى تطور أعراض اضطراب فرط الحركة ونقص الانتباه خلال فترة العلاج. |
| فائدة سريرية                                                                        | جيد                               | يمكن الوصول إليه بسهولة من خلال شراء الكتيب الذي يتضمن معلومات التقييم والتسجيل مع إذن لتصوير القياسات النفسية القوية. الانتهاء والتسجيل سريعة وسهلة.                                                      |

## التأثير
قدم مقياس تصنيف ADHD تقييمًا سريعًا وسهلاً للأطباء لاستخدامه من أجل تشخيص ADHD وفقًا لمعايير DSM. كما وفر إنشاء هذا التقييم طريقة متسقة للأطباء لتشخيص اضطراب فرط الحركة ونقص الانتباه عند الأطفال. يستخدم هذا التقييم في كل من الإعدادات السريرية والمدارس لقياس وجود اضطراب فرط الحركة ونقص الانتباه بالإضافة إلى النوع الفرعي الذي قد يكون موجودًا. يمكن أيضًا استخدام التدبير لقياس وجود الأعراض واستمرارها طوال فترة العلاج. كما تم استخدام هذا التقييم كأساس للدراسات التي تغطي مجموعة واسعة من المواضيع المتعلقة باضطراب فرط الحركة ونقص الانتباه.

## استخدام سكان المناطق الأخرى

### مقياس تصنيف ADHD - IV
يستخدم ADHD RS- IV على نطاق واسع في الولايات المتحدة باللغة الإنجليزية. ومع ذلك، نظرًا لتزايد عدد السكان اللاتينيين الأمريكيين في الولايات المتحدة، تمت ترجمة مقياس تصنيف ADHD أيضًا إلى الإسبانية لاستيعاب الناطقين بالإسبانية كلغة أولى. أيضًا، قام العديد من الدول الأخرى بترجمة والتحقق من صحة مقياس ADHD إلى لغتهم الأساسية المنطوقة. وفقًا لأرشيف الطب النفسي السريري في ساو باولو، المجلد 33، العدد 4 (TDAH ، اختصار برتغالي)  تم التصديق عليه بالكامل في البرازيل بحلول نهاية عام 2006.

## تحديات
تصنيفات أعراض اضطراب فرط الحركة ونقص الانتباه على مقاييس التقييم بشكل عام تكون ذاتية. قد يستخدم المعلمون وأولياء الأمور معايير ذاتية مختلفة لتحديد الأعراض، وقد لا يأخذوا سياق الأعراض في الاعتبار عند إجراء التقييمات. علاوة على ذلك، فإن صلاحية ARS مقبولة، ولكن العينة المعيارية المستخدمة لحساب هذه الإحصائية كانت تتألف من أطفال تتراوح أعمارهم بين 5 إلى 14 عامًا، وبالتالي لا يمكن تعميمها إلى ما بعد الفئة العمرية. وفقًا لدراسة الدقة التي أجرتها جمعية طب الأطفال في عام 2016، من جميع المقاييس التي فحصوها، فإن ASQ هو المقياس الأكثر فعالية الذي يمكن استخدامه لتشخيص المرض، بسبب ارتفاع الإيجاز ودقة التشخيص العالية. يشير كتيب يسمى «موازين تصنيف شامل للكونرز» في عام 2017 إلى أن النتائج الناتجة عن تحليل الصلاحية التمييزي أظهرت أن دقة النتائج تصل إلى 78٪ في جميع الأشكال المستخدمة لتشخيص المرض. هناك أيضًا أسئلة حول مدى توافق العناصر الموجودة في ARS مع معايير DSM الصريحة.